# Kisówka
Kisówka – droga leśna w Puszczy Zielonce, łącząca skrzyżowanie Duża Gwiazda, zlokalizowane na wschód od Zielonki z tzw. Sekretarzówką - samotnym gospodarstwem przeznaczonym pierwotnie dla sekretarza nadleśnictwa, a obecnie znajdującym się w rękach prywatnych, położona mniej więcej w połowie drogi między Zielonką a Głęboczkiem. W całości leży na terenie gminy Murowana Goślina.
Kisówka ma obecnie bardzo małe znaczenie i posiada charakter niezbyt uczęszczanej przecinki. Nazwa wywodzi się z języka niemieckiego, gdzie Kies oznacza żwir, którym trakt był posypany i konserwowany.